# 庫魯蘇夸蒂亞

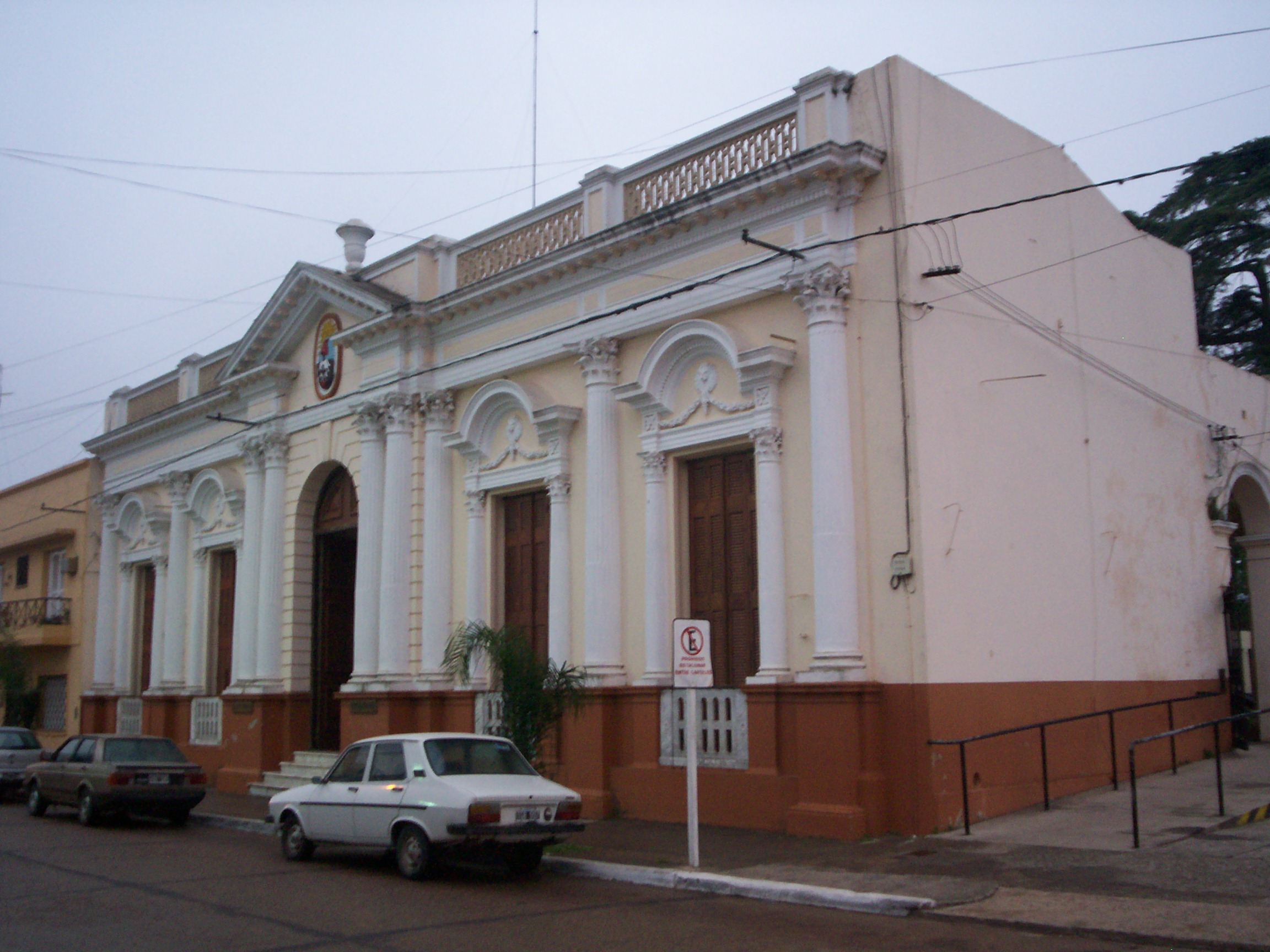
庫魯蘇夸蒂亞

庫魯蘇夸蒂亞（Curuzú Cuatiá）是阿根廷的城鎮，位於該國東北部，由科連特斯省負責管轄，始建於1810年11月16日，海拔高度61米，每年平均降雨量約1,200毫米，2012年人口33,089。

## 外部連結
- Municipality of Curuzú Cuatiá （页面存档备份，存于） - Official website.